# ال‌پی دلو
ال‌پی دلو یک ستاره است که در صورت فلکی دلو قرار دارد.